# Papiny dotschki
Papiny dotschki (russisch Папины дочки) ist eine russische Sitcom-Serie, von der von 2007 bis 2013 im russischen Fernsehsender STS insgesamt 410 Folgen ausgestrahlt wurden. Darüber hinaus wurde die Serie auch in der Ukraine sowie in Belarus (WTW), Kasachstan (Kanal 31), Moldawien (TV Dixi), Polen (ZipZap, Polonia 1), Estland (Viasat 3+ Estonia) Lettland (TV3, Viasat 3+), Finnland (MTV3) und in der Türkei (Canal D) ausgestrahlt.

## Figuren
Die Hauptfigur Sergei Wasnezow, ein Familientherapeut aus einer kleinen Privatklinik, befindet sich in einer schwierigen Lebenssituation: Seine Frau hat ihn verlassen und die gemeinsamen fünf Töchter in seiner Obhut gelassen: Mascha, die älteste, ist Modenärrin und verdreht vielen Jungen den Kopf; die zweite, Dascha ist ein Goth-Girl; die dritte Tochter, Schenja, ist Sportlerin, sie pflegt freundschaftliche Kontakte zu Jungen, verliebt sich aber zunächst nicht; die vierte, Galina, spielt unentwegt Scrabble und ist ein hochbegabtes Wunderkind; die Jüngste, Polina, ist Vaters Liebling. Die Mädchen rivalisieren um die Gunst des Vaters. Die Geschichte bekommt eine unerwartete Wendung, als die Mutter Ludmila nach anderthalb Jahren zurückkehrt und Sergei nach einem Streit mit Ludmila zu seinen Eltern fährt. Ludmila muss sich nun auf sich allein gestellt um ihre fünf Töchter kümmern und auch für genug Geld in der Haushaltskasse sorgen.

## Adaption
Die deutsche Sitcom-Serie Ein Haus voller Töchter ist die Adaption der Sitcom Papas Töchter.